# Plac Teatralny w Moskwie
Plac Teatralny (ros. Театральная площадь), znany też pod nazwą plac Swierdłowski – jeden z najbardziej znanych placów miejskich, leżący w rejonie twerskim w centralnym okręgu administracyjnym Moskwy.
Obecna nazwa placu wzięła się od trzech gmachów teatrów przyległych do placu: Teatru Bolszoj, Małego Teatru oraz Rosyjskiego Teatru Młodzieży Akademickiej. W latach 1919–1991 plac funkcjonował pod nazwą plac Swierdłowski, którego nazwa została zaczerpnięta od nazwiska przywódcy bolszewickiego Jakowa Swierdłowa.
Plac został zaprojektowany w stylu neoklasycystycznym przez Josepha Bové po wielkim pożarze Moskwy w 1812 roku. W drugiej połowie XIX w. przeprojektowano go, dodając elementy w stylu eklektycznym, jednak płyta placu została nie zmieniona, a w jej podziemiach wciąż przepływa rzeka Nieglinnaja. Plac znany jest dzięki przemówieniu Włodzimierza Lenina, które odbyło się na ówczesnym placu Swierdłowskim 5 maja 1920 roku.
Obok Teatru Wielkiego rozpoczyna się Pietrowka.